# Salmon Arm-Shuswap (circonscription britanno-colombienne)
Pour les articles homonymes, voir Shuswap (homonymie).
Circonscription électorale provinciale du Canada
Salmon Arm-Shuswap (auparavant Shuswap (1991-2024)) est une circonscription provinciale de la Colombie-Britannique représentée à l'Assemblée législative de la Colombie-Britannique depuis 1991.
Une autre circonscription nommé Shuswap a également été représentée de 1966 à 1979.

## Géographie
Les principales villes qui forme la circonscription étaient:
- Salmon Arm autour du Lac Shuswap
- Enderby
- Armstrong
- Spallumcheen
- Sicamous

## Liste des députés
| Législature                                                     | Années                                    | Député                                    | Député                                    | Parti                                     |
| Shuswap                                                         | Shuswap                                   | Shuswap                                   | Shuswap                                   | Shuswap                                   |
| Nouvelle circonscription, voir Salmon Arm                       | Nouvelle circonscription, voir Salmon Arm | Nouvelle circonscription, voir Salmon Arm | Nouvelle circonscription, voir Salmon Arm | Nouvelle circonscription, voir Salmon Arm |
| --------------------------------------------------------------- | ----------------------------------------- | ----------------------------------------- | ----------------------------------------- | ----------------------------------------- |
| 28e                                                             | 1966–1969                                 |                                           | Willis Franklin Jefcoat                   | Créditiste                                |
| 29e                                                             | 1969–1972                                 |                                           | Willis Franklin Jefcoat                   | Créditiste                                |
| 30e                                                             | 1972–1975                                 |                                           | Donald Emerson Lewis                      | Néo-démocrate                             |
| 30e                                                             | 1975–1979                                 |                                           | Leonard Bawtree                           | Créditiste                                |
| Circonscription remplacée par Shuswap-Revelstoke de 1979 à 1991 |                                           |                                           |                                           |                                           |
| 35e                                                             | 1991–1996                                 |                                           | Shannon O'Neill                           | Néo-démocrate                             |
| 36e                                                             | 1996–2001                                 |                                           | George Abbott (en)                        | Libéral                                   |
| 37e                                                             | 2001–2005                                 |                                           | George Abbott (en)                        | Libéral                                   |
| 38e                                                             | 2005–2009                                 |                                           | George Abbott (en)                        | Libéral                                   |
| 39e                                                             | 2009–2013                                 |                                           | George Abbott (en)                        | Libéral                                   |
| 40e                                                             | 2013–2017                                 | Greg Kyllo (en)                           |                                           | Libéral                                   |
| 41e                                                             | 2017–2020                                 | Greg Kyllo (en)                           |                                           | Libéral                                   |
| 42e                                                             | 2020–2023                                 | Greg Kyllo (en)                           |                                           | Libéral                                   |
| 42e                                                             | 2023-2024                                 | Greg Kyllo (en)                           |                                           | United                                    |
| Salmon Arm-Shuswap                                              |                                           |                                           |                                           |                                           |
| 43e                                                             | 2024–en cours                             |                                           | David Williams (en)                       | Conservateur                              |